# これって私だけ?
『これって私だけ?』（これってわたしだけ?）は、朝日放送テレビ（ABCテレビ）制作により、テレビ朝日系列で、2020年7月7日から2021年1月19日まで放送されたバラエティ番組。放送時間は毎週火曜日20:00 - 20:54（JST）。MCは当番組がレギュラーでのゴールデンタイム初の単独MCとなる沢村一樹。

## 概説
番組内容は、個人的に思われるものを番組スタッフによって全国各地で探し出す。
レギュラー放送に先駆け、2020年2月15日（土曜日）15:00 - 15:55に特別番組として、「ガチ探し!検索不能〜一度で良いから見てみたい〜」（ガチさがし!けんさくふのう〜いちどでいいからみてみたい〜）が、朝日放送テレビ・テレビ朝日・北海道テレビの3局ネットで放送され、一部系列局でも遅れネットされた。
ミルクボーイは、全国ネットのゴールデンタイムでのレギュラー出演は本番組が初めてとなる。また、沢村一樹もゴールデンタイムでのレギュラー単独MCが初めてとなる。

### レギュラー放送開始の延期から火曜20時枠からの朝日放送テレビ制作撤退まで
当初は、4月21日から初回2時間スペシャルで放送開始予定だったが、新型コロナウイルス感染症の感染拡大の影響で放送開始が3か月延期され、7月7日から初回3時間スペシャルで放送開始となった。
レギュラー開始以降、19時枠『林修の今でしょ!講座』と本番組によるスペシャルが毎週行われていたが、8月4日に番組初の2本立て通常放送が行われ、9月1日にも通常編成で放送した。なお、北海道テレビは『イチオシ!!ファイターズ・日本ハム対楽天』を放送のため、9月5日（土曜）14:30から本番組を遅れネットで放送した。
2時間スペシャル時は、21時枠の『トリニクって何の肉!?』との合体スペシャルが行われ、新聞などの紙媒体では合体スペシャル扱いで記述されていた。なお、電子番組表では別番組扱いとなっていた。
2020年10月以降、テレビ朝日系列バラエティ番組の19時台は、18:45 - 19:00の任意ネット枠を設けて放送枠を拡大しており、レギュラー編成ではテレビ朝日・岩手朝日テレビ・北陸朝日放送・広島ホームテレビ・熊本朝日放送が該当し、その他の局も不定期で拡大する場合があった。ただし、本番組の制作局である朝日放送テレビでは従前通り19:00開始（飛び乗り）としているため、本番組が19時台からの2時間または3時間スペシャルとなった場合、冒頭15分は別コーナーを設けて朝日放送テレビから裏送りを行い、19:00に内容予告を兼ねたタイトルを出して、朝日放送テレビを含む飛び乗り局で19:00開始の体裁としていた。最初の実例は2020年11月17日の2時間スペシャル。
2021年1月19日の2時間スペシャルをもって打ち切り終了。7ヶ月弱の放送期間ながら、放送回数はわずか9回。後番組として『今でしょ!講座』が1時間繰り下げ・枠移動となり、朝日放送テレビも同枠の制作から撤退、これにより『平成ふしぎ探検隊』（1992年4月 - 1993年3月）以来29年に亘る朝日放送テレビ制作枠としての歴史に幕を下ろした。
なお、最終回となった当日は『トリニクって何の肉!?』との合体スペシャルだった。また、終了に際して、出演者からの挨拶などの演出は無かった。

## 出演者

### MC
- 沢村一樹 - 執事[4]

### レギュラー出演
- ミルクボーイ（駒場孝・内海崇）[4]
- 飯尾和樹（ずん）[4]

### 声の出演
- YOU - 姫[4]
- 尾崎由香 - 猫のミーちゃん
ライフネット生命のコラボCMには本人が顔出しでも出演。

## ネット局

### パイロット版
| 放送対象地域 | 放送局                   | 系列           | 放送日時                         | 遅れ日数    |
| ------------ | ------------------------ | -------------- | -------------------------------- | ----------- |
| 近畿広域圏   | 朝日放送テレビ（ABC TV） | テレビ朝日系列 | 2020年2月15日（土）15:00 - 15:54 | 制作局      |
| 関東広域圏   | テレビ朝日（EX）         | テレビ朝日系列 | 2020年2月15日（土）15:00 - 15:54 | 同時ネット  |
| 北海道       | 北海道テレビ（HTB）      | テレビ朝日系列 | 2020年2月15日（土）15:00 - 15:54 | 同時ネット  |
| 広島県       | 広島ホームテレビ（HOME） | テレビ朝日系列 | 2020年4月4日（土）15:30 - 16:30  | 約2か月遅れ |

### レギュラー版
| 放送対象地域   | 放送局                       | 系列           | 放送期間                     | 放送日時             | ネット状況 |
| -------------- | ---------------------------- | -------------- | ---------------------------- | -------------------- | ---------- |
| 近畿広域圏     | 朝日放送テレビ（ABC TV）     | テレビ朝日系列 | 2020年7月7日 - 2021年1月19日 | 火曜日 20:00 - 20:54 | 制作局     |
| 関東広域圏     | テレビ朝日（EX）             | テレビ朝日系列 | 2020年7月7日 - 2021年1月19日 | 火曜日 20:00 - 20:54 | 同時ネット |
| 北海道         | 北海道テレビ（HTB）          | テレビ朝日系列 | 2020年7月7日 - 2021年1月19日 | 火曜日 20:00 - 20:54 | 同時ネット |
| 青森県         | 青森朝日放送（ABA）          | テレビ朝日系列 | 2020年7月7日 - 2021年1月19日 | 火曜日 20:00 - 20:54 | 同時ネット |
| 岩手県         | 岩手朝日テレビ（IAT）        | テレビ朝日系列 | 2020年7月7日 - 2021年1月19日 | 火曜日 20:00 - 20:54 | 同時ネット |
| 宮城県         | 東日本放送（KHB）            | テレビ朝日系列 | 2020年7月7日 - 2021年1月19日 | 火曜日 20:00 - 20:54 | 同時ネット |
| 秋田県         | 秋田朝日放送（AAB）          | テレビ朝日系列 | 2020年7月7日 - 2021年1月19日 | 火曜日 20:00 - 20:54 | 同時ネット |
| 山形県         | 山形テレビ（YTS）            | テレビ朝日系列 | 2020年7月7日 - 2021年1月19日 | 火曜日 20:00 - 20:54 | 同時ネット |
| 福島県         | 福島放送（KFB）              | テレビ朝日系列 | 2020年7月7日 - 2021年1月19日 | 火曜日 20:00 - 20:54 | 同時ネット |
| 新潟県         | 新潟テレビ21（UX）           | テレビ朝日系列 | 2020年7月7日 - 2021年1月19日 | 火曜日 20:00 - 20:54 | 同時ネット |
| 石川県         | 北陸朝日放送（HAB）          | テレビ朝日系列 | 2020年7月7日 - 2021年1月19日 | 火曜日 20:00 - 20:54 | 同時ネット |
| 長野県         | 長野朝日放送（ABN）          | テレビ朝日系列 | 2020年7月7日 - 2021年1月19日 | 火曜日 20:00 - 20:54 | 同時ネット |
| 静岡県         | 静岡朝日テレビ（SATV）       | テレビ朝日系列 | 2020年7月7日 - 2021年1月19日 | 火曜日 20:00 - 20:54 | 同時ネット |
| 中京広域圏     | 名古屋テレビ（メ～テレ/NBN） | テレビ朝日系列 | 2020年7月7日 - 2021年1月19日 | 火曜日 20:00 - 20:54 | 同時ネット |
| 香川県・岡山県 | 瀬戸内海放送（KSB）          | テレビ朝日系列 | 2020年7月7日 - 2021年1月19日 | 火曜日 20:00 - 20:54 | 同時ネット |
| 広島県         | 広島ホームテレビ（HOME）     | テレビ朝日系列 | 2020年7月7日 - 2021年1月19日 | 火曜日 20:00 - 20:54 | 同時ネット |
| 山口県         | 山口朝日放送（yab）          | テレビ朝日系列 | 2020年7月7日 - 2021年1月19日 | 火曜日 20:00 - 20:54 | 同時ネット |
| 愛媛県         | 愛媛朝日テレビ（eat）        | テレビ朝日系列 | 2020年7月7日 - 2021年1月19日 | 火曜日 20:00 - 20:54 | 同時ネット |
| 福岡県         | 九州朝日放送（KBC）          | テレビ朝日系列 | 2020年7月7日 - 2021年1月19日 | 火曜日 20:00 - 20:54 | 同時ネット |
| 長崎県         | 長崎文化放送（ncc）          | テレビ朝日系列 | 2020年7月7日 - 2021年1月19日 | 火曜日 20:00 - 20:54 | 同時ネット |
| 大分県         | 大分朝日放送（OAB）          | テレビ朝日系列 | 2020年7月7日 - 2021年1月19日 | 火曜日 20:00 - 20:54 | 同時ネット |
| 熊本県         | 熊本朝日放送（KAB）          | テレビ朝日系列 | 2020年7月7日 - 2021年1月19日 | 火曜日 20:00 - 20:54 | 同時ネット |
| 鹿児島県       | 鹿児島放送（KKB）            | テレビ朝日系列 | 2020年7月7日 - 2021年1月19日 | 火曜日 20:00 - 20:54 | 同時ネット |
| 沖縄県         | 琉球朝日放送（QAB）          | テレビ朝日系列 | 2020年7月7日 - 2021年1月19日 | 火曜日 20:00 - 20:54 | 同時ネット |

## スタッフ
レギュラー版（2020年11月17日 - 最終回まで）
- ナレーション：バッキー木場
- 構成：興津豪乃、竹村武司、鹿谷忠弘、奈佐はぢめ、深田憲作、松山ゆうと、十萬雄貴
- ＴＰ：山下悠介
- ＣＡＭ：森内一行
- ＶＥ：山下将平
- ＭＩＸ：高宮哲郎
- ＬＤ：白石弘志
- 美術プロデュース：坪田幸之
- デザイン：楠川浩之
- 美術進行：太田菜摘
- 大道具製作：裏隠居徹
- 大道具操作：大原隆
- アクリル装飾：相田雄一
- 装飾：藤原佐和子
- ヘアメイク：INOMATA、萱森文日
- スタイリスト：鬼塚美代子、繁田美千穂、北村梓
- ロケ技術：PPP本舗【毎週】、イングス、ジェイ・クルー、イメージランド、草柳徹也、ジーン、池田屋、TORIDE、ビデオウイング、Cobra、DEEP、伴戸弘樹、だだだ【週替り】
- アニメーション・キャラクターデザイン：DLE
- ロゴデザイン：渕野由美
- 編集：山田潤・澤田全起・今西政之（アイネックス）、増田直人【週替り】、藤原曜一郎、石坂彩奈【毎週】
- ＭＡ：佐野昌秀、伊勢尚貴、榊枝一也、大東潤【週替り】
- 音効：矢部公英
- 協力：PROCEN STUDIO、デジアサ、ニユーテレス、フジアール、プログレッソ【毎週】、Oidooon、tcj【週替り】
- 編成：鈴鹿相哉（朝日放送テレビ）
- ＳＮＳ：竹内智史（デジアサ）
- ＨＰ：森恵美（デジアサ）
- 宣伝：高橋寿英・江崎希与子・市川貴裕（朝日放送テレビ）
- 営業：石田誠・多喜濡（朝日放送テレビ）、永沼佳典
- デスク：中村美恵・岡崎由記（朝日放送テレビ）、廣原彩子
- ＡＰ：亀松ゆき子、木田敦子（LUCKY PANDA）、桜田江利子
- 制作進行：河井丈郎（ユーコム）
- ＦＤ：中村拓馬（ABCリブラ、以前はディレクター）
- ＡＤ：松本太一、市原克馬（ABCリブラ）、藤本佑太・根本絃希・阪本遼平（ユーコム）、昆桃子、栗栖竜、横山敬佑、監物康太、坂井将太、高橋葵、竹内佑、清水拓道、岡本佳和、小林大海、森遥花、荻野剛（ユーコム）【週替り】
- ディレクター：東上床直樹、落合陽介[8]・伊東沙耶香・芳賀善之（ユーコム）、安田在絃、西山英雄、藤田豊平、須藤孝幸（Oidooon）、喜多剛祐、櫛来宏、小南彰、東頌三、松尾雄輔（tcj）、藤岡秀万、曽我和隆【週替り】
- 演出：京師直樹（ABCリブラ）、赤平卓（frame inf.）、津坂健一・内堀知人（ユーコム、内堀→初回のみディレクター）、工藤和彦、椎葉宏治（LUCKY PANDA）
- 総合演出：三澤隆之（GUlLD）
- プロデューサー：白石和也（朝日放送テレビ）、奈良井正巳・山下浩司（ABCリブラ）、名古屋陵（ユーコム）、福田真砂美（GUlLD）、高橋研（LUCKY PANDA）
- チーフプロデューサー：芝聡（朝日放送テレビ）
- 制作協力：ユーコム 、GUlLD（ギルド）、LUCKY PANDA
- 制作：朝日放送テレビ[注 2]、ABCリブラ

過去のスタッフ（レギュラー版）
- ヘアメイク：奥野誠
- ロケ技術：Candee、ジーオーシャン、亀崎清史、大貫晶、よしもとブロードエンタテインメント、平田龍乃介、Kクリアート
- スチール：佐々木正和
- オープニング：佐々木堅人
- ＭＡ：鈴木さくら、藤原ミヨリ
- 協力：ビーホネスト、すたじおいろは
- ＡＰ：中田真由美
- ＡＤ：鈴木佑京、魚住健太（ユーコム）、神崎辰也、萩原永理香、木崎大路、鈴木琢也
- ディレクター：伊藤史（ユーコム）、流石英昭、黒本宏希（REACH）、小川剛、岩波純（GUlLD）、坪内大輔（KBC映像）、井上康紀
- 演出：小林賢一、堀正義（ABCリブラ）
- プロデューサー：井口毅（ABCリブラ）
- 制作協力：KBC映像

パイロット版
- ナレーション：アフロ（MOROHA）、バッキー木場
- 構成：興津豪乃、竹村武司、鹿谷忠弘
- ＴＰ：山下悠介
- ＣＡＭ：森内一行
- ＶＥ：宮本学
- ＭＩＸ：高宮哲郎
- ＬＤ：白石弘志（プログレッソ）
- 編集：今西政之、藤原曜一郎
- ＭＡ：吉沼秀夫、大東潤
- 音効：矢部公英
- アニメーション・キャラクターデザイン：DLE
- 編成：鈴鹿相哉（朝日放送テレビ）
- ＳＮＳ：竹内智史
- 宣伝：高橋寿英・江崎希与子・阪本美鈴・市川貴裕（朝日放送テレビ）
- 営業：石田誠・髙野賀大（朝日放送テレビ）
- ヘアメイク：佐々木美香（cheeks）
- 撮影協力：ゲーム芸人フジタ
- 技術協力：ニユーテレス、PROCEN STUDIO、ジェイ・クルー、ピースリー本舗、だだだ、EYEZEN
- 協力：GUlLD（ギルド）、デジアサ
- 制作協力：ユーコム
- 制作進行：河井丈郎（ユーコム）
- ＡＤ：市原克馬（ABCリブラ）、鈴木佑京、荻野剛・白井智弥（ユーコム）
- デスク：中村美恵・岡崎由記（朝日放送テレビ）、廣原彩子
- ＦＤ：中村拓馬（ABCリブラ）
- ディレクター：堀正義（ABCリブラ）、小南彰、内堀知人（ユーコム）
- 総合演出：三澤隆之（GUlLD）
- プロデューサー：白石和也・山下浩司（朝日放送テレビ）、井口毅（ABCリブラ）、名古屋陵（ユーコム）
- チーフプロデューサー：芝聡（朝日放送テレビ）
- 制作：朝日放送テレビ、ABCリブラ

## 番組テーマソング
- 『Dream Fighter』Perfume - レギュラー版でのオープニング曲
- 『君は知らない』尾崎由香 - レギュラー版でのエンディング曲